# Ерік Ліндрот
Ерік Ліндрот (англ. Eric Lindroth, 12 вересня 1951 — 17 червня 2019) — американський ватерполіст.
Бронзовий призер Олімпійських Ігор 1972 року.
Переможець Панамериканських ігор 1979 року, срібний призер 1975 року.